# 有頭類
有頭類（学名：Craniata）又稱有頭動物，是支序分類學上尚在提議中的一个脊索动物门下的演化支，所属動物的特徵是都擁有頭骨。有头类包括冠群有頜下門（包括软骨鱼纲、辐鳍鱼总纲、肉鳍鱼总纲和已灭绝的盾皮鱼纲和棘鱼纲）和目前地位有爭議的基群无颌总纲（包括圆口纲和已经灭绝的牙形石纲和各种甲胄鱼类）。因为所有脊椎动物都拥有头骨，因此“有头类”一词经常被视作是脊椎动物广义上的异名；但圆口纲的盲鳗目动物因为并没有脊柱而是保留了脊索这个原始特征，有时被学术界排除在狹義上的脊椎动物之外，所以有头类准确的說应算是盲鰻綱與脊椎動物的並集。